# Potres v Kašmirju (2005)
Potres v Kašmirju je bil 8. oktobra 2005 ob 8:50:38 po lokalnem času (03:50:38 UTC). Epicenter je bil v Pakistanu, v upravni regiji Azad Kašmir v bližini regionalnega glavnega mesta Muzaffarabad (34°27′N 73°39′E / 34.45°N 73.65°E). Potres je prizadel tudi države v okolici, kjer so tresenje čutiti v Afganistanu, Tadžikistanu in zahodni Kitajski.
V regiji se indijska tektonska plošča premika s hitrostjo približno 8 cm / leto proti azijski celini. V milijonih let je tako nastalo gorovje Hindukuš. Prizadeta regija se nahaja približno 95 kilometrov severovzhodno od Islamabada, glavnega mesta Pakistana. Potres je bil na globini 10 km na pod površino. Potrjeno uradno število žrtev potresa v Pakistanu je bilo 84.000 in tudi 1.300 smrtnih žrtev v Indiji.
Potres je povzročil škodo v severnem Pakistanu, Afganistanu in severni Indiji. Številne vasi so bile dobesedno porušene do tal, so poročali očividci. Ameriški Geological Survey je izmeril magnitudo 7,6, japonska meteorološka agencija pa 7,8 po Richterjevi lestvici, kar v grobem ustreza intenzivnosti potresa v San Franciscu v letu 1906. Velja za enega najhujših od številnih potresov v regiji Južna Azija v zadnjih 100 letih. Potres je odprl približno 100 km dolgo razpoko, na katerih so bili uničeni praktično vsi objekti.

## Škoda
Večina opustošenja je bila na severu Pakistana in pakistanski upravi Kašmir. V Kašmirju, so bila tri glavna okrožja močno prizadela v smislu žrtev in uničenja, kot tudi Muzaffarabad, glavno mesto Kašmirja. Bolnišnice, šole in reševalne službe, vključno s policijo in oboroženimi silami so bili paralizirani. Ostali so praktično brez infrastrukture, komunikacije so bile močno prizadete. Več kot 70% vseh žrtev je bilo po ocenah v Muzaffarabadu. Bagh je bil drugi najbolj prizadet okraj s 15% vseh žrtev.
Ker je sobota običajen šolski dan v regiji, je bila večina študentov v šolah, ko se je zgodil potres. Mnogi so bili pokopani pod porušenimi šolskimi poslopji. Veliko ljudi je bilo ujetih tudi v svojih domovih, in ker je bilo to v mesecu ramadanu, je večina ljudi dremala po jutranjem obroku in niso imeli časa za pobeg. Poročila kažejo, da so bila cela mesta in vasi v severnem Pakistanu povsem porušena ali hudo poškodovana.

## Popotresni sunki
Po glavnem potresnem sunku se je zgodilo veliko srednjih potresov, predvsem na severozahodu prvotnega epicentra. Skupno je bilo registriranih 147 popotresnih sunkov v prvem dnevu po prvem potresu, od katerih je eden imel magnitudo 6,2, 19. oktobra, serija močnih popotresnih sunkov, eden z magnitudo 5,8 okoli 65 km severno-severozahodno od Muzaffarabada. Do 27. oktobra 2005 pa je bilo več kot 978 popotresnih sunkov z magnitudo 4,0 in več, ki so še kar dogajali. Od takrat so meritve satelitov pokazale, da so se gorski deli neposredno nad epicentrom zvišali za nekaj metrov, kar daje dovolj dokazov, da se Himalaja še vedno dviga in da je bil ta potres posledica tega.

## Mednarodni odzivi
Mnoge države, mednarodne organizacije in nevladne organizacije v regiji so ponudile pomoč v obliki denarja, hrane, medicinske opreme, šotorov in odej. Podobno so bili delavci na lokacijo poslani strokovnjaki za odkrivanje žrtev izpod ruševin iz različnih delov sveta. Prinesli so med drugim helikopterje in reševalne pse. Združeni narodi so pozvali k zbiranju sredstev za pomoč žrtvam v višini vsaj 272 milijonov ameriških dolarjev.
Med največjimi neposrednimi podporniki je bila Kuba, ki je poslala, kot je poročal SPIEGEL 8. decembra 2005, 789 zdravnikov in s tem presegli tudi število pakistanskih zdravnikov (okoli 500). Že 14. oktobra so prvi kubanski zdravniki pristali v Islamabadu. Kubanski zdravniki so bili edini, ki so si drznili v izredno težek teren v visokih gorah. Ostali so tudi dlje kot drugi. V štirih mesecih so oskrbeli, kot navajajo različni viri, med 300.000 ali 600.000 bolnikov. Na srečo ni bilo epidemij in ne povečane smrtnosti zaradi pomanjkanja pitne vode in zdravstvene oskrbe. Predsednik države, general Mušaraf, se je večkrat zahvalil za kubanski vladi.